# 524
| 524                |
| ------------------ |
| Dødsfald - Fødsler |
|                    |

| Gregoriansk kalender | 524 DXXIV               |
| Ab urbe condita      | 1277                    |
| Armensk kalender     | I/T                     |
| Kinesiske kalender   | 3220 – 3221 癸卯 – 甲辰 |
| Etiopisk kalender    | 516 – 517               |
| Jødisk kalender      | 4284 – 4285             |
| Hindukalendere       |                         |
| - Vikram Samvat      | 579 – 580               |
| - Shaka Samvat       | 446 – 447               |
| - Kali Yuga          | 3625 – 3626             |
| Iransk kalender      | 98 BP – 97 BP           |
| Islamisk kalender    | 101 BH – 100 BH         |

Se også 524 (tal)

## Begivenheder
- Monte Cassino grundlægges af Sankt Benedikt

## Dødsfald
- Clodomer, konge af Orléans (født ca. 495)